# 一磷化碳
一磷化碳是化学式为CP的双原子化学物质。它是CS和氰基（CN）的同系物。CP和CN均为具有双态Π基电子态的开壳层物种，而CS和CO的基态均为闭壳层。相关的阴离子CP- ，被称为磷杂乙炔阴离子。

## 星际介质中的检测
1990年，在IRC +10216恒星的周星包层中检测到简单的双原子自由基一磷化碳（CP）。对该物质的识别系通过用IRAM 30m射电望远镜观察到的10条旋转线进行匹配完成的。